# Juegos Paralímpicos de Barcelona 1992
Los Juegos Paralímpicos de Barcelona 1992, fueron los novenos Juegos Paralímpicos y se celebraron en Barcelona, España entre el 3 y el 14 de septiembre de 1992.

## Deportes
El programa incluyó quince deportes:
| - Atletismo - Baloncesto DI - Baloncesto en silla de ruedas - Boccia - Ciclismo - Esgrima en silla de ruedas | - Fútbol 7 - Golbol - Halterofilia - Judo - Natación | - Tenis en silla de ruedas - Tenis de mesa - Tiro - Tiro con arco - Voleibol |

## Sedes e instalaciones deportivas
En total 12 instalaciones deportivas de los juegos olímpicos albergaron las competiciones paralímpicas.

### Área olímpica de Montjuic
El llamado Anillo Olímpico:
- Estadio Olímpico de Montjuic – Atletismo, ceremonias de apertura y de clausura.
- Palacio Sant Jordi – Tenis de mesa, Voleibol.
- Piscinas Bernat Picornell – Natación.
- INEFC – Esgrima en silla de ruedas y Judo.
- Estadio Pau Negre - Fútbol 7.

Las instalaciones de la Feria de Barcelona vieron la competición de:
- Pabellón de la España Industrial – Halterofilia.

### Área olímpica de Parque de Mar
- Pabellón de la Mar Bella – Boccia .

### Área olímpica de Valle de Hebrón
Ubicada al norte de la ciudad, en el distrito de Horta-Guinardó, fue sede de tres deportes paralímpicos:
- Campo Olímpico de Tiro con Arco – Tiro con arco.
- Pabellón del Valle de Hebrón – Golbol.
- Centro Municipal de Tenis Vall d'Hebron – Tenis en silla de ruedas.

### Otras sedes
- Badalona (Palacio Municipal de Deportes de Badalona) – Baloncesto en silla de ruedas.
- Mollet del Vallés (Campo de Tiro Olímpico de Mollet) – Tiro.

El Ciclismo se realizó en circuitos urbanos.

## Países participantes
Un total de 83 países participaron en estos juegos.
| Lista de naciones participantes | Lista de naciones participantes | Lista de naciones participantes |
| --- | --- | --- |
| - Argelia (ALG) - Argentina (ARG) - Australia (AUS) - Austria (AUT) - Bélgica (BEL) - Brasil (BRA) - Baréin (BRN) - Bulgaria (BUL) - Burkina Faso (BUR) - Canadá (CAN) - Chile (CHI) - República Popular China (CHN) - Colombia (COL) - Costa Rica (CRC) - Croacia (CRO) - Cuba (CUB) - Chipre (CYP) - Dinamarca (DEN) - República Dominicana (DOM) - Ecuador (ECU) - Egipto (EGY) - España (ESP) - Estonia (EST) - Equipo Unficado (EUN) - Finlandia (FIN) - Francia (FRA) - Islas Feroe (FRO) - Reino Unido (GBR) | - Alemania (GER) - Grecia (GRE) - Hong Kong (HKG) - Hungría (HUN) - India (IND) - Participante Paralímpico Independiente (IPP) - Irán (IRI) - Irlanda (IRL) - Irak (IRQ) - Islandia (ISL) - Israel (ISR) - Italia (ITA) - Jamaica (JAM) - Japón (JPN) - Kenia (KEN) - Corea del Sur (KOR) - Kuwait (KUW) - Letonia (LAT) - Liechtenstein (LIE) - Lituania (LTU) - Luxemburgo (LUX) - Macao (MAC) - Marruecos (MAR) - Malasia (MAS) - México (MEX) - Birmania (MYA) - Namibia (NAM) - Países Bajos (NED) | - Nigeria (NGR) - Noruega (NOR) - Nueva Zelanda (NZL) - Omán (OMA) - Pakistán (PAK) - Panamá (PAN) - Polonia (POL) - Portugal (POR) - Puerto Rico (PUR) - Sudáfrica (RSA) - Seychelles (SEY) - Singapur (SIN) - Eslovenia (SLO) - Suiza (SUI) - Suecia (SWE) - Siria (SYR) - Tanzania (TAN) - Checoslovaquia (TCH) - Tailandia (THA) - China Taipéi (TPE) - Túnez (TUN) - Turquía (TUR) - Emiratos Árabes Unidos (UAE) - Uruguay (URU) - Estados Unidos (USA) - Venezuela (VEN) - Yemen (YEM) |

## Desarrollo

### Calendario
| ● | Ceremonia de Apertura | ● | Competiciones | ● | Finales | ● | Ceremonia de Clausura |

| Septiembre                    | 3 J | 4 V | 5 S | 6 D | 7 L | 8 M | 9 X | 10 J | 11 V | 12 S | 13 D | 14 L |
| ----------------------------- | --- | --- | --- | --- | --- | --- | --- | ---- | ---- | ---- | ---- | ---- |
| Atletismo                     |     |     |     |     |     |     |     |      |      |      | 6    |      |
| Baloncesto en silla de ruedas |     |     |     |     |     |     |     |      |      |      | 2    |      |
| Boccia                        |     |     |     |     |     |     | 3   |      |      |      |      |      |
| Ciclismo                      |     |     |     | 3   |     |     | 4   |      |      | 2    |      |      |
| Esgrima en silla de ruedas    |     |     |     |     |     |     |     |      |      |      |      |      |
| Fútbol 7                      |     |     |     |     |     |     |     |      |      | 1    |      |      |
| Golbol                        |     |     |     |     |     |     |     |      |      |      | 2    |      |
| Halterofilia                  |     |     | 3   | 2   | 3   | 2   |     | 5    | 5    |      |      |      |
| Judo                          |     |     |     |     |     |     |     |      | 3    | 3    | 2    |      |
| Natación                      |     |     |     |     |     |     |     |      |      |      |      |      |
| Tenis en silla de ruedas      |     |     |     |     |     |     |     |      |      |      | 4    |      |
| Tenis de mesa                 |     |     |     |     |     |     |     |      | 18   |      | 11   |      |
| Tiro                          |     |     |     |     |     |     |     |      |      |      |      |      |
| Tiro con arco                 |     |     |     |     |     | 3   | 2   | 2    |      |      |      |      |
| Voleibol                      |     |     |     |     |     |     |     |      |      |      | 2    |      |
| Ceremonias                    | ●   |     |     |     |     |     |     |      |      |      |      | ●    |
| Septiembre                    | 3 J | 4 V | 5 S | 6 D | 7 L | 8 M | 9 X | 10 J | 11 V | 12 S | 13 D | 14 L |

### Medallero
| # Pos | País                   | Oro | Plata | Bronce | Total |
| ----- | ---------------------- | --- | ----- | ------ | ----- |
| 1     | Estados Unidos (USA)   | 75  | 52    | 48     | 175   |
| 2     | Alemania (GER)         | 61  | 51    | 59     | 171   |
| 3     | Reino Unido (GBR)      | 40  | 47    | 41     | 128   |
| 4     | Francia (FRA)          | 36  | 36    | 34     | 106   |
| 5     | España (ESP)           | 34  | 31    | 42     | 107   |
| 6     | Canadá (CAN)           | 28  | 21    | 26     | 75    |
| 7     | Australia (AUS)        | 24  | 27    | 25     | 76    |
| 8     | Equipo Unificado (EUN) | 16  | 15    | 15     | 46    |
| 9     | Países Bajos (NED)     | 14  | 14    | 11     | 39    |
| 10    | Noruega (NOR)          | 13  | 13    | 7      | 33    |